# Девушка, женщина, иная
«Девушка, женщина, иная» (англ. Girl, Woman, Other) — восьмой роман Бернардин Эваристо. В нём описывается жизнь 12 персонажей в Соединённом Королевстве в течение нескольких десятилетий. Книга была удостоена Букеровской премии 2019 года.

## Обзор
В книге нет всеобъемлющей истории. Вместо этого каждая глава книги следует жизни одного из 12 персонажей (в основном чернокожих женщин), когда они договариваются о мире. Хотя у каждого персонажа есть своя собственная глава в определённое время, их жизни переплетаются по-разному — через общих друзей и родственников до случайных знакомых.

Некоторые из тем, исследуемых через биографии персонажей, — феминизм, политика, патриархат, успешность, отношения и сексуальность. Отвечая на вопрос о её мотивации при написании работы, Эваристо сказала: 
 Я хотела поместить присутствие в отсутствие. Я была очень расстроена тем, что черные британские женщины не были заметны в литературе. Я свела их к 12 персонажам — я хотела, чтобы их охват простирался от подростка до кого-то, кому за 90, и посмотреть их путь от рождения, хотя бы и не линейно. В романе можно по-разному интерпретировать инаковость — мои женщины по-разному относятся к другим, а иногда и друг к другу. Я хотела, чтобы это также было названо романом о женщинах.

## Отзывы

### Критика
Агрегатор рецензий Book Marks сообщил, что 57 % критиков написали на книгу «восторженный» отзыв, а остальные 43 % выразили «положительные» впечатления.
Эмили Роудс из Financial Times пишет: «Эваристо чутко пишет о том, как мы воспитываем детей, как мы делаем карьеру, как мы скорбим и как мы любим», в то время как Джоанна Томас-Корр из «Сандей таймс» пишет: «… триумфально широкий роман, смешение прозы и поэзии, о борьбе, стремлениях, конфликтах и предательствах 12 (в основном) чернокожих женщин и одного небинарного персонажа».

### Награды и номинации
Роман «Девушка, женщина, иная» участвовал в конкурсе Букеровской премии 2019 года и был включён в шорт-лист на премию Гордона Берна 2019 года. Судьи Букера охарактеризовали эту работу как «обязательное чтение о современной Великобритании и женственности».